# Kanelskogstrast
Kanelskogstrast (Cichlopsis leucogenys) är en fågel i familjen trastar inom ordningen tättingar.

## Utseende och läte
Kanelskogstrasten är en rätt enfärgad trast. Fjäderdräkten är varmbrun med ljusare buk. Artskiljande är också den gula ögonringen och gult på näbbens underhalva. Den kan också visa beige- eller kanelfärgade toner på huvud, vingar och/eller strupe. Sången består av en serie raspiga och flöjtande toner som alternerar mellan högre och lägre tonhöjd.

## Utbredning och systematik
Kanelskogstrast placeras som enda art i släktet Cichlopsis. Den delas in i fyra underarter med följande utbredning:
- Cichlopsis leucogenys chubbi – förekommer i Andernas västsluttning i sydvästra Colombia (västra Valle del Cauca) och nordvästra Ecuador
- Cichlopsis leucogenys peruviana – förekommer Andernas östsluttning i centrala Peru (Junín och Huánuco)
- Cichlopsis leucogenys gularis - förekommer i tepuier i sydöstra Venezuela (Bolivar) och angränsande områden i Guyana
- Cichlopsis leucogenys leucogenys – förekommer i kustområden i sydöstra Brasilien (södra Bahia och Espírito Santo)

Sedan 2016 urskiljer Birdlife International och naturvårdsunionen IUCN alla underarter som fyra skilda arter.

## Levnadssätt
Kanelskogstrasten hittas i bergsskogar, där den lätt undgår upptäckt om den inte sjunger. Den lever mestadels av frukt.

## Status
Internationella naturvårdsunionen IUCN bedömer hotstatus för de fyra underarterna, eller arterna, var för sig, nominatformen som livskraftig och de tre övriga som nära hotade.

## Namn
Arten har tidigare kallats brun solitärtrast. Genetiska studier visar dock att den står närmare skogstrastar i Catharus än solitärtrastarna i Myadestes. Den har därför tilldelats ett nytt namn av BirdLife Sveriges taxonomikommitté. 